# Hélder Miguel Vrea da Costa
Hélder Miguel Vrea da Costa, kortweg Hélder Costa genoemd, (Brandoa, 24 september 1981) is een Portugees voormalig voetballer die doorgaans als middenvelder speelde.
Costa begon bij SL Benfica waar hij niet verder kwam dan het tweede elftal. Hij speelde in Duitsland in de Regionalliga en in Zwitserland bij FC Wil waarmee hij de beker won maar ook degradeerde. In het seizoen 2004/05 speelde Costa in Nederland voor SBV Excelsior. Hij keerde terug naar Portugal waar hij, op een korte periode op Cyprus na, zijn verdere loopbaan op het tweede en derde niveau speelde. In 2010 ging hij verder in het amateurvoetbal.